# Batalha do Cabo de São Vicente (1797)
Batalha do Cabo de São Vicente (1797) foi uma batalha naval travada em 1797 ao largo do Cabo de São Vicente entre forças britânicas, comandadas pelo almirante John Jervis, e espanholas.

## Plano de fundo
A obrigação da Espanha de declarar guerra à Inglaterra e de atacá-la com sua marinha resultou do tratado de aliança de San Ildefonso com a França de 18 de agosto de 1796. A Espanha declarou guerra à Inglaterra em outubro de 1796 e tornou insustentável a posição britânica na área do Mediterrâneo. A frota franco-espanhola combinada com 38 navios superou em número a frota britânica do Mediterrâneo com 15 navios e os forçou a desistir de suas posições na Córsega e na Ilha de Elba. Na primavera de 1797 a frota espanhola com 27 navios estava em Cartagena com a intenção de seguir para Cádizpara ir e depois juntar-se à frota francesa em Brest. A frota espanhola comandada por Don José de Córdoba deixou Cartagena em 1º de fevereiro e teria chegado a Cádis com segurança se o Levante, um vento de leste, não tivesse empurrado a frota mais longe no Atlântico do que o planejado. Quando o vento diminuiu, a frota retomou sua rota para Cádis.
Enquanto isso, a frota britânica do Mediterrâneo comandada pelo almirante John Jervis deixou o porto de Lisboa com 10 navios para interceptar a frota espanhola. Em 6 de fevereiro de 1797, mais cinco navios da linha da Frota do Canal sob o contra-almirante William Parker reforçaram o esquadrão inglês.
Em 11 de fevereiro, a fragata britânica Minerve navegou sob o comando do Capitão George Cockburn com o Comodoro Horatio Nelson a bordo em seu caminho de Gibraltar para o Atlântico, graças ao forte nevoeiro, através da frota espanhola e alcançou a frota britânica em 13 de fevereiro. Nelson informou Jervis da posição da frota espanhola, mas não tinha visto o tamanho dela no nevoeiro.
Em 14 de fevereiro, Jervis soube que a frota espanhola estava contra o vento.

## A batalha

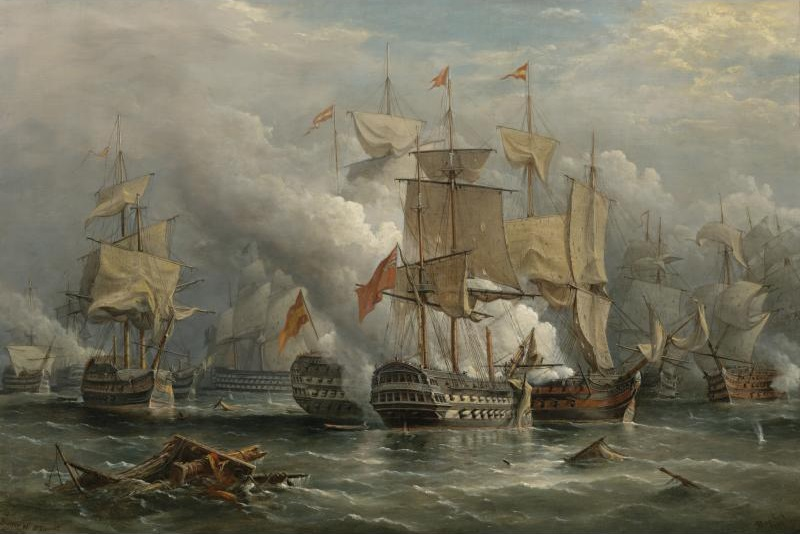
A Batalha do Cabo de São Vicente.

Na madrugada de 14 de fevereiro de 1797, a frota britânica estava em posição de ataque. O almirante Jervis percebeu que sua frota estava em menor número que os espanhóis. Mas teria sido difícil se retirar neste momento. Jervis também sabia que a fusão das frotas espanhola e francesa seria ainda mais perigosa. Para vantagem dos britânicos, os espanhóis ainda não estavam prontos para atacar. Sua frota ainda estava dividida em dois grupos, enquanto os navios britânicos já estavam alinhados em ordem de batalha. Jervis decidiu dirigir entre os dois grupos para minimizar o fogo inimigo e ser capaz de atirar em ambos os lados. Ao passar entre os dois grupos, o grupo maior foi capaz de se virar e se afastar quase na direção oposta, enquanto o grupo menor estava em uma posição semelhante. Jervis ordenou que seus navios se virassem para interceptar o grupo maior antes que eles pudessem chegar a Cádiz.
Nelson estava na parte inferior da frota britânica em seu navio, o Captain, e estava mais próximo do grande grupo de navios espanhóis. Ele concluiu que a manobra ordenada não permitiria que os navios britânicos ultrapassassem os espanhóis. Ele ignorou a ordem, saiu da formação e se virou mais cedo para alcançar o grupo mais rapidamente. Isso o colocou bem na frente dos navios espanhóis. Quando Jervis viu a manobra do capitão, ordenou que seu último navio, o Excellent, fizesse o mesmo. Ao mesmo tempo, os primeiros navios da formação haviam terminado sua manobra e estavam ao alcance dos navios espanhóis.
O Captain foi agora exposto ao fogo de seis navios espanhóis, três dos quais eram de três conveses com 122 canhões e a nau capitânia de Córdoba, o Santissima Trinidad, com 130 canhões. Logo, grande parte do cordame do Captain foi destruído, tornando-se quase impossível manobrar. Nelson então dirigiu perto do San Nicolás para poder abordar o navio inimigo.
Enquanto isso, no Excellent, o Capitão Collingwood atacou o San José de 112 canhões, que já estava tão perto do San Nicolás foi que Nelson ordenou que sua tripulação embarcasse no segundo navio através do primeiro navio espanhol. Ambos os navios foram abordados. Essa manobra era tão incomum e tão admirada na Marinha Real que logo foi chamada de "ponte patenteada de Nelson para embarcar em um navio inimigo".
Os espanhóis finalmente conseguiram se afastar, o que encerrou a batalha. Jervis cruzou para o Irresistible - onde Nelson estava agora que o Captain não era mais manobrável - e prestou homenagem à insubordinação de Nelson. Ele ressaltou que a manobra teria sido suicida se os espanhóis tivessem sido mais bem treinados.

## Consequências

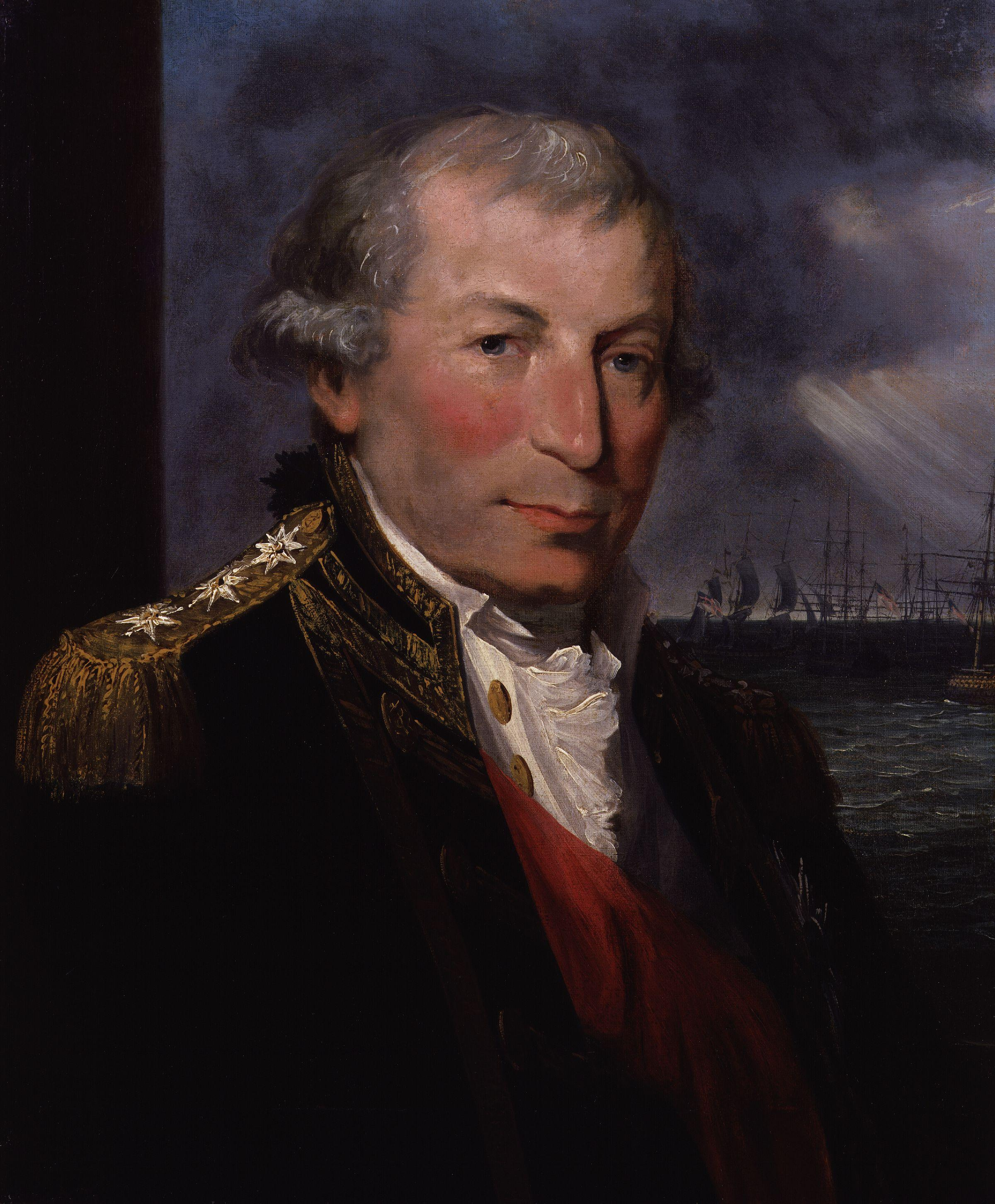
John Jervis, Conde de São Vicente.

No dia seguinte, os espanhóis foram vistos novamente. Eles se retiraram quando os britânicos definiram seu curso para eles. Poucos dias depois, o danificado Santissima Trinidad foi avistado a caminho da Espanha e atacado pela fragata Terpsichore. Mas ela conseguiu escapar.
Do lado britânico, houve 73 mortos, 227 gravemente feridos e 100 levemente feridos. Os espanhóis tiveram cerca de 1 000 feridos ou mortos. Os navios espanhóis da linha Salvador del Mundo, San José, San Nicolás e San Ysidro foram presos.
Jervis foi nomeado Conde de São Vicente e Primeiro Lorde do Almirantado. Nelson foi nomeado cavaleiro e promovido a contra-almirante. Córdoba foi exonerado da Marinha Espanhola e não tinha mais permissão para comparecer à corte real.
Depois de provar que a capacidade de sua frota era superior à da espanhola, Jervis ordenou um bloqueio na baía de Cádiz para manter os espanhóis ali. O bloqueio foi mantido por três anos e restringiu com sucesso a capacidade da frota espanhola de agir até a Paz de Amiens em 1802. A contenção da ameaça espanhola e o aumento do tamanho de sua frota permitiram que Jervis enviasse um esquadrão sob o comando de Nelson ao Mediterrâneo no ano seguinte. Este esquadrão, restaurou a supremacia da Marinha Real no Mediterrâneo na batalha marítima em Abukir.